# 府中15新北市紀錄片放映院
府中15新北市紀錄片放映院（英語：Fuzhong 15 – New Taipei City Documentary Cinema）是臺灣首座專門放映紀錄片的電影院，位於府中15地下一樓。

## 發展
2011年12月3日，府中15新北市紀錄片放映院開幕。
2018年11月18日，慶祝府中15營運七週年，新北市市長朱立倫邀請李安擔任府中15特聘導師，攜手推動臺灣電影及紀錄片的發展。

## 設施
- 嬰兒車電影院（2013年設立）[6][7]
- 聽·視界電影院（2014年設立）[8]
- 樂齡族電影院（2014年設立）[9]

## 評論
2011年參訪台灣的韓國導演李滄東也為此紀錄片放映院給予讚許。

## 相關連結
- 板橋435藝文特區
- 新板特區商圈
- 板橋府中商圈

## 外部連結
- 官方网站
- 府中15新北市紀錄片放映院的Facebook專頁
- YouTube上的府中15新北市紀錄片放映院頻道